# Lophoruza bella
Lophoruza bella är en fjärilsart som beskrevs av Bethune-Baker 1906. Lophoruza bella ingår i släktet Lophoruza och familjen nattflyn. Inga underarter finns listade i Catalogue of Life.